# Eduardo Alderete
Eduardo Huáscar Alderete (nacido en la Ciudad de Santa Fe (Argentina) el 1 de junio de 1941) es un médico y político argentino que ejerció como Gobernador de la Provincia de Jujuy entre 1990 y 1991.

## Biografía
Cursó sus estudios en su ciudad natal, y se recibió de médico cirujano en la Universidad Nacional de Córdoba. Tras residir dos años en Buenos Aires, se radicó en Libertador General San Martín, Provincia de Jujuy, donde trabajó en el hospital instalado por el Ingenio Ledesma. Posteriormente se radicó en San Salvador de Jujuy, donde fue médico en el Hospital de Niños Dr. Héctor Quintana y asesor de obras sociales sindicales.
El vínculo con los sindicatos lo acercó al Partido Justicialista; el gobernador Carlos Snopek lo nombró titular de la Secretaría de Salud Pública de la provincia en 1983, y dos años más tarde Ministro de Bienestar Social.
Acompañó al candidato a gobernador por el Justicialismo, Ricardo de Aparici, como candidato a vicegobernador, cargo que asumió en diciembre de 1987.
Sucesivas crisis políticas, económicas y gremiales forzaron la caída de De Aparici, que renunció. El mismo día que fue aceptada su renuncia, asumió como gobernador Eduardo Alderete. Su mandato coincidió con el aumento de la presión social sobre el gobierno, a pesar de lo cual secundó la política económica del presidente Carlos Menem.
El 10 de diciembre de 1991 dejó el cargo de gobernador a su sucesor, Roberto Domínguez, y simultáneamente asumió como diputado provincial.
En años posteriores participó en política ocupando cargos menores. Volvió a ser funcionario del área de salud de la provincia. Durante el gobierno de Walter Barrionuevo fue Vicepresidente del Partido Justicialista de su provincia, Ministro de Desarrollo Social, y luego Secretario de Coordinación y de Programación para la Prevención de la Drogadicción y Lucha contra el Narcotráfico de su provincia. También ejerció como vicepresidente del Consejo Federal de Drogas.